# Nedre Kulltjärnen
Nedre Kulltjärnen är en sjö i Ånge kommun i Medelpad och ingår i Ljungans huvudavrinningsområde.